# Chromidotilapia kingsleyae
 Chromidotilapia kingsleyae  ist eine Buntbarschart, die in Gabun im Einzugsgebiet des Ogooue vorkommt. Bei Buntbarschen außerhalb dieses Verbreitungsgebietes, die als Chromidotilapia kingsleyae bestimmt wurden, handelt es sich wahrscheinlich um Exemplare der verwandten Arten Chromidotilapia mamonekenei und Chromidotilapia melaniae. Chromidotilapia kingsleyae ist die Typusart der Gattung Chromidotilapia.

## Merkmale
Die Fischart kann eine Gesamtlänge von 16,5 cm erreichen, diese Länge erreichen aber nur ausgewachsene Männchen, Weibchen bleiben etwa ein Drittel kleiner und haben kürzere Flossen. Die Körperhöhe liegt bei 26 bis 39 % der Standardlänge. Der Schwanzstiel ist normalerweise höher als lang. Die Fische besitzen eine spitz zulaufende Schnauze, die 27 bis 46 % der Kopflänge einnimmt. Sie sind von unscheinbarer, bräunlicher Grundfärbung, dabei ist der Bauch heller. In Stresssituationen sind auf den Körperseiten zwei schwärzliche, unterbrochene Längsstreifen zu sehen, bei brutpflegenden Weibchen manchmal auch einige nur undeutlich begrenzte Querbänder. Die Längsstreifen können gelegentlich auch durchgehend sein. Die Schuppen der Männchen haben dunkler Ränder. Wangen und Kiemendeckel glänzen gelbgrün. Der weichstrahlige Abschnitt der Rückenflosse, die Afterflosse und die Schwanzflosse der Männchen sind mit kleinen roten und hellblauen Flecken versehen. Bei den Weibchen sind sie nur schwer zu sehen oder fehlen völlig. Der hartstrahlige Abschnitt der Rückenflosse und der obere Teil des weichstrahlige Abschnitts, manchmal auch der obere Teil der Schwanzflosse, ist bei beiden Geschlechtern sibrigweiß gefärbt. Die Rückenflosse und die Schwanzflosse haben bei beiden Geschlechtern einen roten Rand, der bei den Männchen aber auffälliger ist. Auf dem ersten Kiemenbogen finden sich 15 bis 19 Kiemenrechen. Die Schwanzflosse ist je nach Population unterschiedlich geformt und kann spatenförmig, abgerundet oder leicht gegabelt sein.
- Flossenformel: Dorsale XIV–XV/10–12, Anale III/6–8.[1][2]
- Schuppenformel: SL 24–32.[2]

## Lebensweise
Chromidotilapia kingsleyae ist häufig und in seinem Verbreitungsgebiet ist fast in jedem Gewässer eine Population vorhanden. Die Buntbarsche ernähren sich omnivor. Sie sind polygame, ovophile Maulbrüter, bei dem das Weibchen die Brutpflege übernimmt. Die Jungfische verlassen 13 bis 16 Tage nach dem Ablaichen zum ersten Mal das mütterliche Maul und werden danach noch etwa einen Monat lang vom Weibchen beschützt.